# (5820) Babelsberg
(5820) Babelsberg est un astéroïde de la ceinture principale.

## Description
(5820) Babelsberg est un astéroïde de la ceinture principale. Il fut découvert le 23 octobre 1989 à Tautenburg par Freimut Börngen. Il présente une orbite caractérisée par un demi-grand axe de 2,46 UA, une excentricité de 0,11 et une inclinaison de 2,5° par rapport à l'écliptique.

## Compléments